# Сон (фильм, 1987)
«Сон» — фильм режиссёра Дмитрия Фролова.

## Сюжет
Недавно найденный и отреставрированный фильм первой волны ленинградского киноавангарда времён начала перестройки: «Сон» был снят в 1987 году, «Путь» — в 1988.
В своё время фильм демонстрировался на квартирниках и подпольных показах, а также участвовал в первых фестивалях параллельного кино. Затем существовавший в единственном экземпляре фильм посчитали утраченным.
Сон и явь — два противоположных по восприятию состояния человека. Иногда, в особых случаях, человек не в состоянии понять, в какой реальности находится его сознание: спит ли разум и генерирует при этом те образы, которые в данный момент рисуют человеку картину мира, отличающуюся от привычной, или зрительные рецепторы доносят ему истинное положение предметов в пространстве и времени. Порой грань эта бывает настолько расплывчата и зыбка, что человек вполне способен увязнуть и застрять навсегда в вечном сне, в непостигаемом желе из цветовых пятен, сгустков настроения и отдельных фигур, несущих не то добро, не то зло.

## В ролях

- Дмитрий Фролов — главная роль
- Марк Нахамкин — Смерть
- Вячеслав Гридин — Жертва
- Александр Корсаков — Фигура

## Интересные факты
- Первый сюрреалистический фильм перестроечных лет, предтеча «Господина оформителя» Тепцова.
- Большая часть фильма снята в руинах Китайского театра в Александровском парке Царского села.
- Официальная премьера фильма в СССР — на II Фестивале параллельного кино состоялась в Ленинграде 3 марта 1989 г.[1]

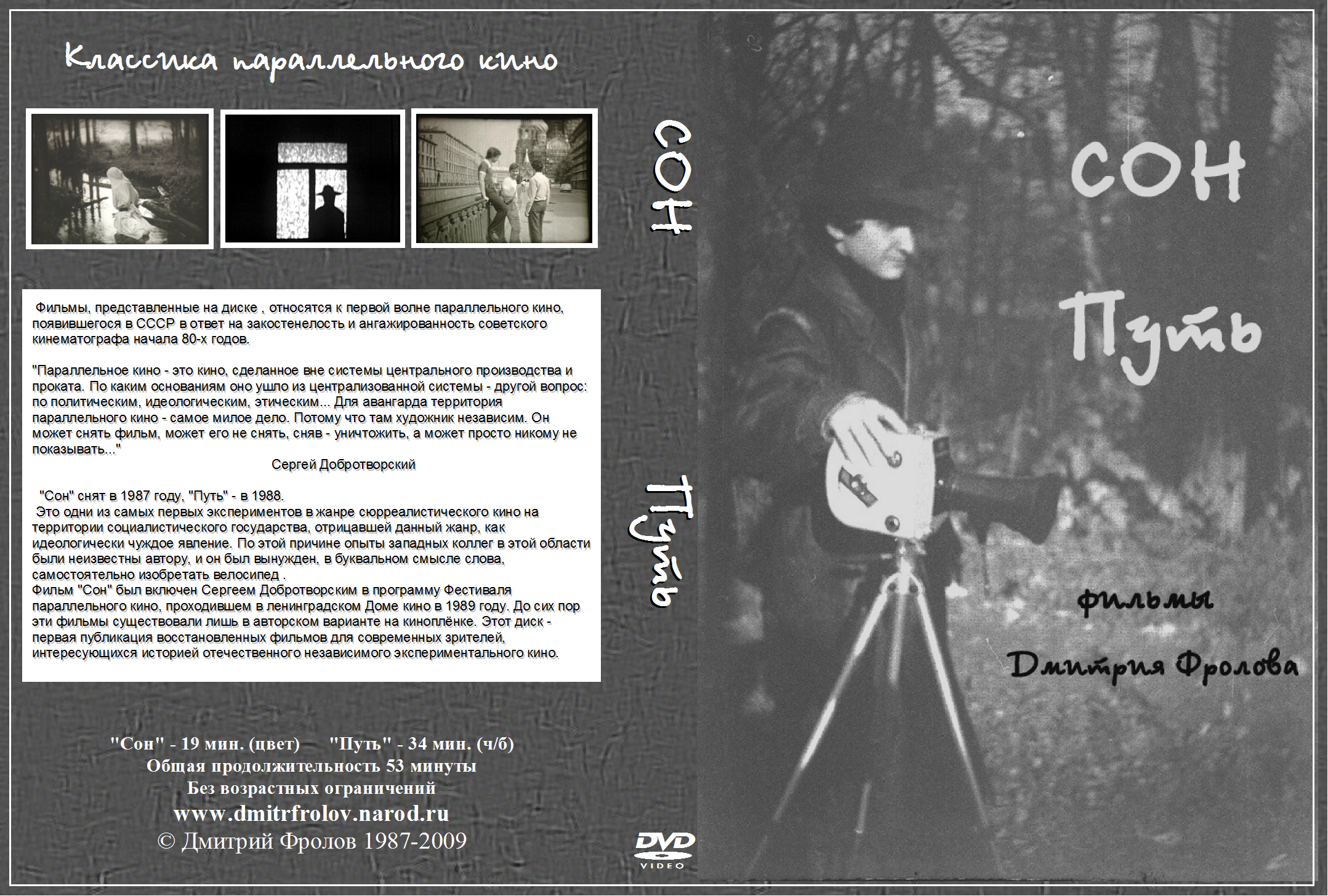
Обложка DVD к фильмам Дмитрия Фролова "Сон" и "Путь"

## Фестивали
- II Фестиваль параллельного кино, Ленинград, март 1989;[1]
- «9999» Фестиваль, С-Петербург, апрель 1995;
- XIII Международный Фестиваль Искусств «Сергей Осколков и его друзья», С-Петербург, Петергоф, Ораниенбаум, июнь 2009[2]
- I Bommer International Film Festival, Украина, Харьков, апрель 2010;
- Once a Week Online Film Festival, November, 2019[3]